# Amyotrofická laterální skleróza
Amyotrofická laterální skleróza (zkratka ALS, známá též jako Charcotova nebo Lou Gehrigova choroba či onemocnění motoneuronu) je progresivní, fatální, neurodegenerativní onemocnění motorických neuronů mozku a míchy, způsobující degeneraci a ztrátu mozkových (horních) a spinálních (dolních) motoneuronů, tj. buněk centrální nervové soustavy, které ovládají vůlí ovlivnitelné svalové pohyby. Kvůli tomu dochází k postupné svalové slabosti až atrofii. Mozek nakonec není schopen ovládat většinu svalů a pacient zůstává paralyzován při zachování psychických a mentálních schopností. Příčiny onemocnění nebyly zatím dostatečně objasněny.

## Historie
Chorobu poprvé popsal v roce 1869 „otec evropské neurologie“, francouzský lékař Jean-Martin Charcot, který ji odlišil od roztroušené sklerózy a Parkinsonovy nemoci.
V anglosaském světě získala nemoc název Lou Gehrigova choroba po baseballovém hráči New York Yankees Lou Gehrigovi, u něhož byla ALS diagnostikována v roce 1939. Mezi současné osobnosti postižené ALS patří kytarista Jason Becker. Touto chorobou trpěli např. astrofyzik Stephen Hawking, česká překladatelka Dana Gálová, český dabér Martin Kolár či bývalý český premiér Stanislav Gross. Onemocněli jí také fotbalista Marián Čišovský nebo masér české fotbalové i futsalové reprezentace Vladimír Mikuláš.

## Popis onemocnění
Běžně jsou rozlišovány tři formy ALS, a to sporadická, familiární a guamská. Nejčastější formou je forma sporadická, zatímco familiární forma (5–10 %) předpokládá dřívější výskyt v rodině, tedy dědičný původ. Třetí zmíněná forma odkazuje k mimořádnému výskytu onemocnění na tichomořském ostrově Guam v 50. letech 20. století. Tento fenomén vznikl, dle výzkumů, zřejmě na základě vysokého příjmu specifických toxinů pocházejících z květů a ořechů cykasovitých rostlin. Ty se běžně používají v tamních pokrmech, například ve formě mouky či pražené.

### Rané stadium
Mezi příznaky rané formy ALS patří zvýšená svalová slabost a atrofie (75 % případů), zvláště v rukou a nohou, a postižení řeči, v některých případech polykání, dýchání, křeče nebo ztuhlost postižených svalů. Ztuhlost se může projevovat i v orofaciálním svalstvu např. velmi tichou řečí. Dalšími projevy bývá např. neschopnost zapnout knoflík od košile, psát či otočit klíčem v zámku. U některých pacientů s ALS se vyskytuje pouze chronické postižení nemnohých svalů (monomelická amyotrofie). Následuje dysfagie a dysartrie. Postižení horních partií těla postupně směřuje ke spasticitě a hyperreflexi včetně Babinského reflexu. Postižení horních partií vede ke svalové slabosti, atrofii, křečím a viditelným záškubům (fascikulace). Přibližně 15–45 % pacientů trpí psychickými poruchami, např. nekontrolovaným smíchem, úsměvem, pláčem, nebo se objevuje demence frontálního laloku. Pro diagnostiku ALS je nutné postižení spodních i horních partií. Obecným znakem je tedy smíšená paréza s fascikulacemi, chybí senzitivní deficit a nejsou přítomny žádné bolesti.

### Pokročilé stadium
Většina pacientů se postupem času stává imobilní, neschopná ovládat ruce a paže. Ztrácí také schopnost mluvit a polykat. V závěru nemoci je nutné užít plicní ventilace. K popisu progrese se užívá ALSFRS-R, který má škálu od 48 do 0 bodů (úplná ztuhlost). Pacienti průměrně ztrácejí 0,9 bodu za jeden měsíc. V limbární variantě postihuje ALS nejprve jednu končetinu a následně druhou, než se dále rozšíří. V bulbární (prodloužená mícha) variantě příznaky začínají v rukou a poté směřují k nohám. Většina postižených umírá na plicní selhání nebo zápal plic. Často se v této fází vyskytuje stav připomínající tzv. syndrom uzamčení.
Incidence onemocnění je 2,6 na 100 000 za jeden rok, zatímco prevalence je 7–9 na 100 000. Rychlost, jakou nemoc postupuje, je individuální. Průměrná doba nemoci se uvádí 2–4,3 roku, přičemž zhruba 25 % pacientů přežije 5 let a 8–16 % 10 let a 5 % žije 20 let. Pro ALS neexistuje žádná známá kauzální léčba. Dostupné léky se zaměřují především na zmírnění obtíží a prevenci komplikací.

## Kauzalita
Výzkum biologie a terapie jsou do značné míry limitovány jednak ne zcela vhodným testováním na zvířatech (potkani s mutací superoxiddismutázy SOD1) a jednak problémy při organizaci klinických studií. Z toho důvodu není dodnes známa ani přesná příčina onemocnění, ani vyvolávající faktory onemocnění; zdá se však, že primární poruchou je porucha degradace některých proteinů. Na rozvoji ALS se podílí i řada faktorů okolí, např. nadprodukce volných radikálů nebo tzv. excitotoxicita. Nelze vyloučit ani heterogenitu onemocnění – na vzniku dědičných poruch se podílí celá řada funkčně poměrně odlišných genů. V terapii představuje největší přínos pro kvalitu i prodloužení života pacienta multioborová symptomatická péče.

## Léčba
Z terapeutických postupů vykazuje jistou efektivitu lék riluzol, ovšem statisticky zvyšuje přežití nemocných pouze o 2–3 měsíce. Jeho účinek je také omezen pouze na bulbární formu onemocnění.

## Výzkum
Na základě ukončené třetí fáze klinických zkoušek požádala japonská společnost Eisai Co., Ltd., o registraci vysokých dávek methylcobalaminu (50 mg, 2× týdně, do svalu) pod obchodním názvem E0302 v březnu 2016 u Japonského úřadu pro kontrolu léčiv jako léčiva pro ALS zvyšujícího přežití v mediánu o 600 dní.
Látka Edaravone byla v roce 2015 registrována v Japonsku jako lék se statisticky prokazatelným zpomalením progrese o 30 %.
Látka Masitinib ukončila fázi 2/3 klinických zkoušek a v dávce 4,5 mg/kg/den prokázala schopnost zpomalit progresi onemocnění o minimálně 27 %. Pokud se začne podávat ne později než 22–24 měsíců od počátku onemocnění, tak efekt zpomalení je minimálně 42 %.
Od září 2016 probíhá první fáze klinických zkoušek na látce Cu-ATSM, která se ukazuje jako vhodný kandidát pro léčbu ALS.
Na podkladu výzkumné práce vědců z University of Tokyo je látka Perampanel (selektivní antagonista AMPA receptoru) kandidátem pro otestování v klinické studii na lidech pro léčbu ALS.
Mezi další testované terapie patří např. terapie kmenovými buňkami; použití těchto terapií v ČR spadá dle zákona č. 378/2007 Sb., o léčivech, pod užití tzv. neregistrovaných léčivých přípravků. Například u terapie kmenovými buňkami stále probíhají klinické studie s cílem určit, zda jejich aplikace skutečně vede ke zpomalení patologického procesu. Ačkoliv některé práce, např. retrospektivní analýza několika případů Alok a kol. z roku 2015, vycházejí tak, že aplikace kmenových buněk zvyšuje medián přežití, sumarizační práce hodnotící více dosud publikovaných studií efektivitu terapie nepotvrzují . Motor neuron disease association, charitativní organizace v Anglii, Walesu a Severním Irsku, která je zaměřena na podporu nemocných i na podporu výzkumu, zastává podobné stanovisko, tedy že v současnosti nebyl podán věrohodný důkaz toho, že by byla terapie kmenovými buňkami efektivní v léčbě onemocnění motoneuronu vč. amyotrofické laterální sklerózy. V současné době je ve fázi II klinických studií buněčná terapie od BrainStorm Cell Therapeutics v Hadassah Medical Center (Izrael) s předběžným výsledkem, kdy „ukázala tendenci ke stabilizaci v některých parametrech v ALS FRS“. Započetí druhé fáze se očekává také v několika institucích USA včetně Mayo Clinic.
Několik vědeckých studií našlo statistické korelace mezi ALS a některými zemědělskými pesticidy.[zdroj?] Protože je však pacientů poměrně málo a diagnostika se zpřesňuje, je problémem, kolik pacientů bylo vůbec vyšetřeno. Sama vzácnost onemocnění pak nahrává statisticky průkazným asociacím s faktory, jejichž relevance je sporná.

## Medializace onemocnění
V roce 2014 proběhla na internetu velmi masivní kbelíková kampaň Ice Bucket Challenge za osvětu a boj proti tomuto neurodegenerativnímu onemocnění. V listopadu roku 2015 Česká televize uvedla reportáž Obchod s nadějí v pořadu Reportéři ČT ohledně aplikace kmenových buněk mimo schválenou klinickou studii AMSC-ALS-001. Podle vyjádření rady AV nebylo podávání kmenových buněk pacientům mimo klinickou studii dostatečně odůvodněno a bylo nekriticky prezentováno na webových stránkách. Podle vyjádření UEM výsledky klinické studie FN Motol prokázaly, že u téměř 70 % pacientů došlo k statisticky významnému zpomalení progrese neurologického deficitu, které přetrvávalo 3 až 12 měsíců. Většina těchto pacientů vykazovala několik měsíců po podání KB stabilní hodnoty v testech svalové síly končetin a nedošlo u nich po dobu 12 měsíců k významnému zhoršení ventilačních parametrů (FVC > 65 %). U několika pacientů došlo dokonce ke zlepšení některých testovaných funkcí.

## Etymologie
Název nemoci pochází z řeckých slov amyotrophia: a- „ne/bez“, myo „sval“, trophia „výživa“; laterální (boční, postranní) se vztahuje k umístění postižených nervů. Nemoc vede ke ztvrdnutí tkáně („skleróza“). V některých zemích se užívá také jinak obecnějšího názvu „motor neurone disease“ (MND).